# Hoher Weißzint
Der Hohe Weißzint (italienisch Punta Bianca) ist ein Berg auf der Staatsgrenze zwischen Italien (Provinz Südtirol) und Österreich (Bundesland Tirol). Er ist Bestandteil des Hauptkamms der Zillertaler Alpen und damit auch des Alpenhauptkamms. Sein nördlicher Felsgipfel ist 3370 m hoch, aber etwa 150 Meter südlich davon erhebt sich als höchster Punkt mit Gipfelkreuz der früher firnbedeckte Hauptgipfel mit 3371 m. Der Name Weißzint (weißer Zahn) leitet sich aus diesem weiß leuchtenden Firn ab, der früher den Hauptgipfel überzog. Zuerst bestiegen wurde der Berg am 8. August 1871 durch den k.u.k. Oberleutnant Erich Graf Künigl mit einem namentlich nicht genannten Bauern aus Lappach in der heutigen Gemeinde Mühlwald.

## Lage und Umgebung

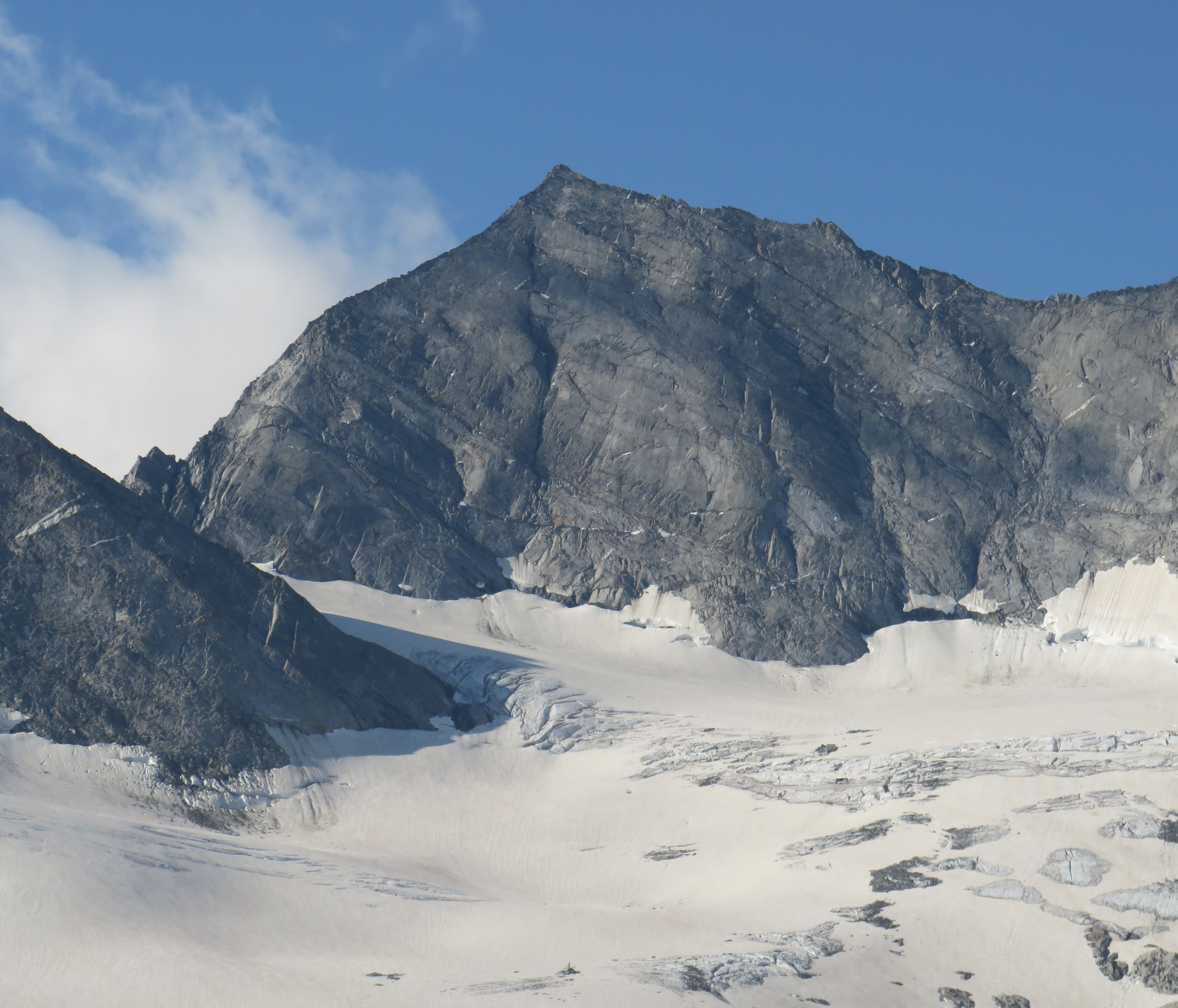
Nordgipfel des Hohen Weißzint von Norden mit dem Schlegeiskees

Der Berg liegt im Hauptkamm der Zillertaler Alpen, der hier grob in Ost-West-Richtung verläuft. Benachbarte Gipfel sind im Osten, durch die Schlegeisscharte getrennt, der Breitnock (Dosso Largo, 3215 m) und im Westen der Hochfeiler (Gran Pilastro), mit 3510 m der höchste Berg der Zillertaler Alpen. Richtung Südwesten löst sich hier vom Hauptkamm die große Untergruppe der Pfunderer Berge, in denen, durch die Obere Weißzintscharte getrennt, der Niedere Weißzint (Punta Bianca Bassa, 3263 m) den nächstgelegenen Gipfelpunkt bildet.
Der Hohe Weißzint ist von Gletschern umgeben. Im Norden liegt das Schlegeiskees, im Osten der kleine Breitnockferner, im Süden der Weißzintferner und im Westen schließlich der ausgedehnte Gliderferner.

## Stützpunkte und Touren

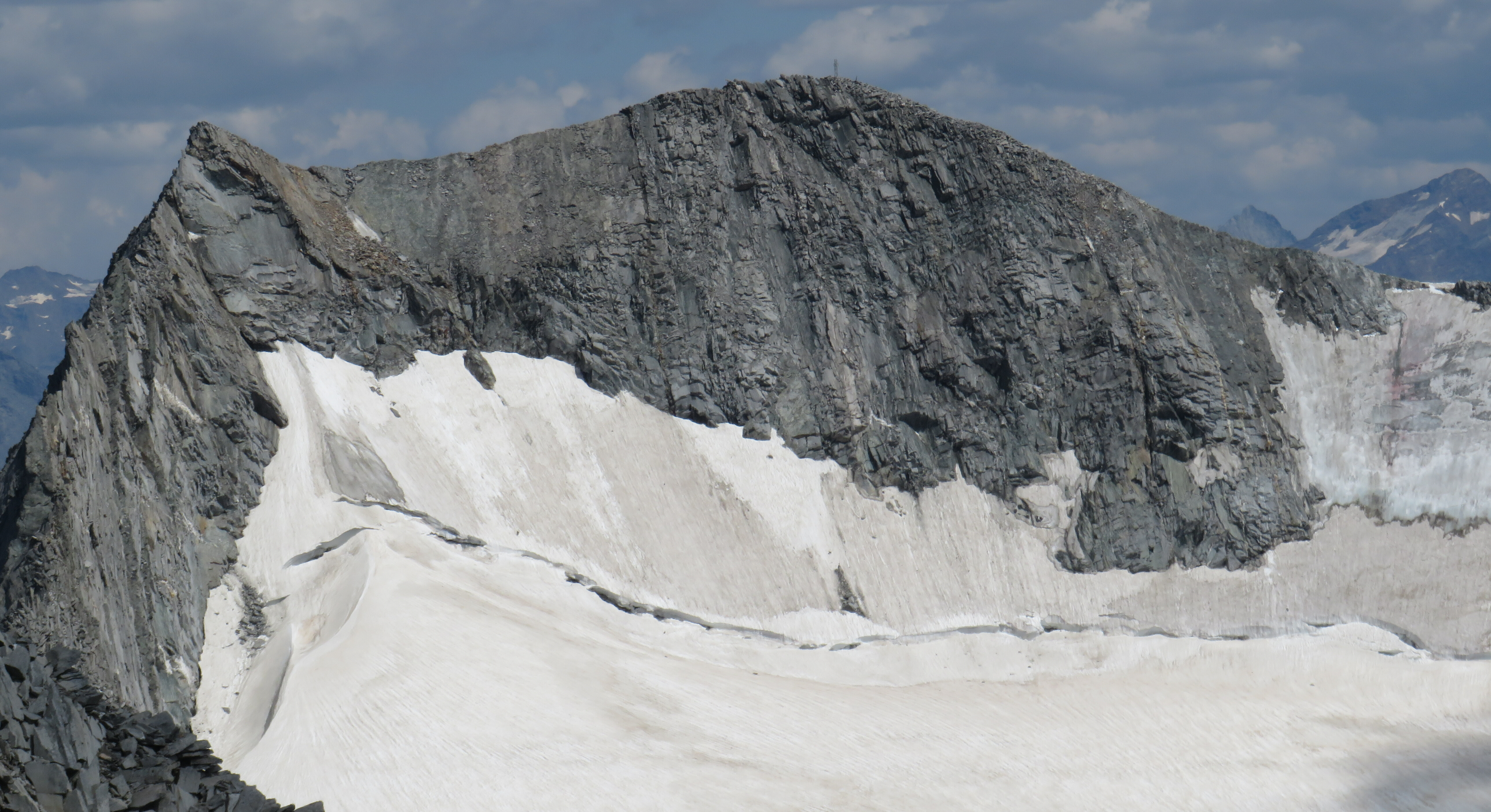
Gipfelaufbau Hoher Weißzint mit Felsgipfel (links), Gipfelkreuz (Mitte) und Normalweg von Westen, rechts die Aufstiegsscharte zum Gipfelgrat, vorn der Gliderferner; der Normalweg verläuft im Bild von rechts (Süden) auf dem Gliderferner, dann steil direkt hinauf auf die Einsattelung im Grat und von dort über den Südgrat zum Gipfelkreuz

Graf Künigls Weg am 8. August 1871 führte vom südlich gelegenen Lappach aus hinauf zur Weißzintscharte, die man überschritt. Dann überquerten sie den oberen Gliderferner bis zu einer Einschartung im Verbindungsgrat Hochfeiler - Weißzint. Ein Abstieg hinunter zum Schlegeistal erschien unmöglich, man musste auf dem gleichen Weg auch absteigen. Künigl bestieg dann allein den Weißzintgipfel über den Ostgrat.
Als Stützpunkt für die Besteigung über den Südwestgrat (Normalweg) dient heute die südlich vom Hauptkamm gelegene Edelrauthütte (italienisch Rifugio Ponte di Ghiaccio) auf 2545 m Höhe, am Ende des Lappachtals. Von der Hütte aus ist der Gipfel in, laut Literatur, wenig bis mäßig schwieriger Kletterei im UIAA-Grad I bis II in 3½ Stunden zu erreichen. Allerdings ist im Gipfelbereich mit problematischen Wechten und Überfrierungen zu rechnen. Auch von der Hochfeilerhütte (2710 m) ist der Hohe Weißzint über den Westgrat zu erreichen. Aber diese Tour erfordert, wenn der Hochfeiler überschritten werden soll, Kletterfähigkeiten im UIAA-Grat III. Die Gehzeit dieser Route wird in der Literatur mit 5 Stunden angegeben.